# Błyszczka ni
Błyszczka ni (Trichoplusia ni) – gatunek motyla z rodziny sówkowatych.
Gatunek ten opisany został w 1803 roku przez Jacoba Hübnera jako Noctua ni.
Motyl o szarobrunatnych: tułowiu, głowie i głaszczkach wargowych. Rysunek wąskiego skrzydła przedniego obejmuje m.in. perłowo-srebrzyście połyskującą plamkę γ-kształtną oraz wąskie, białawe z ciemnymi obwódkami przepaski. Tło przedniego skrzydła jest szarobrunatne, a zewnętrzny brzeg falisty. Barwa tylnych skrzydeł szarobrunatna, jaśniejsza u nasady. Samica ma torebkę kopulacyjną o gruszkowatym, pozbawionym inkrustacji korpusie, zawiniętym przewodzie i silnie zesklerotyzowanym wejściu. Samiec ma edeagus o silnie poszerzonym cekum i z pojedynczym cierniem na wezyce.
Gąsienice mają silnie zredukowane posuwki trzeciego i czwartego segmentu odwłoka oraz 10 żeberek na raduloidzie w hypopharynx. Ich pożywieniem są różne rośliny zielne, w tym gatunki uprawne.
Owad kosmopolityczny, rozsiedlony od tropików po strefy umiarkowane. Znany ze wszystkich kontynentów prócz Australii i Antarktydy.